# Özbirlik, Trabzon
Özbirlik là một xã thuộc huyện Trabzon, tỉnh Trabzon, Thổ Nhĩ Kỳ. Dân số thời điểm năm 2011 là 166 người.